# Oihan Sancet
Oihan Sancet Tirapu (Pamplona, 25 april 2000) is een Spaans voetballer die doorgaans als offensieve middenvelder speelt. Hij stroomde in 2019 door vanuit de jeugd van Athletic Bilbao.

## Clubcarrière
Sancet verruilde de jeugd van CA Osasuna op vijftienjarige leeftijd voor die van Athletic Bilbao. Hij debuteerde in augustus 2018 voor Bilbao Athletic, de satellietclub van Athletic Bilbao. Zijn debuut in de Primera División volgde op 16 augustus 2019, tegen FC Barcelona. Sancet maakte op 27 juni 2020 zijn eerste competitietreffer, tegen RCD Mallorca. Nadat hij drie seizoenen regelmatig aan spelen toekwam, werd hij in 2022/23 een vaste waarde in de basis van Athletic Bilbao. Hij maakte dat jaar ook voor het eerst tien doelpunten, waaronder drie in een competitiewedstrijd tegen Cádiz. Eerder maakte hij ook al een hattrick in januari 2022, tegen zijn oude club Osasuna. Sancet verlengde in april 2023 zijn contract bij Athletic tot medio 2032.

## Clubstatistieken
| Seizoen     | Club            | Competitie       | Competitie | Competitie | Beker | Beker | Internationaal | Internationaal | Totaal | Totaal |
| Seizoen     | Club            | Competitie       | Wed.       | Dlp.       | Wed.  | Dlp.  | Wed.           | Dlp.           | Wed.   | Dlp.   |
| ----------- | --------------- | ---------------- | ---------- | ---------- | ----- | ----- | -------------- | -------------- | ------ | ------ |
| 2019/20     | Athletic Bilbao | Primera División | 17         | 1          | 2     | 0     | —              | —              | 19     | 1      |
| 2020/21     | Athletic Bilbao | Primera División | 24         | 2          | 2     | 0     | —              | —              | 26     | 2      |
| 2021/22     | Athletic Bilbao | Primera División | 27         | 6          | 4     | 0     | —              | —              | 31     | 6      |
| 2022/23     | Athletic Bilbao | Primera División | 36         | 10         | 5     | 0     | —              | —              | 41     | 10     |
| Club totaal | Club totaal     | Club totaal      | 104        | 19         | 13    | 0     | 0              | 0              | 117    | 19     |

Bijgewerkt t/m 5 juli 2023

## Interlandcarrière
Sancet speelde onder coach Luis de la Fuente vier oefenwedstrijden voor Spanje –18. Toen dezelfde De la Fuente de leiding kreeg over Spanje –21 haalde hij Sancet daar in 2019 al bij. Na een debuut in oktober van dat jaar kwam hij niet meer in actie, tot hij in de halve finale van het EK –21 van 2021 een kwartier voor tijd mocht invallen voor Manu García. Daarna kwam hij weer ruim anderhalf jaar niet in de plannen van de trainer voor. Drie maanden voor het EK –21 van 2023 keerde hij onder coach Santi Denia terug in de selectie en was hij meteen basisspeler. Die plek behield hij ook op het eindtoernooi.